# 小鳴門大橋
小鳴門大橋（こなるとおおはし）は、小鳴門海峡に架かる全長530m・幅員24.5m（4車線と両側に歩道）・中央径間280m・主塔の高さ59mの斜張橋である。
四国側に明神桟道橋および明神高架橋が、高島側に高島高架橋がそれぞれ接続する。
徳島県鳴門市の瀬戸町明神（四国）と鳴門町高島（高島）を結ぶ。徳島県道11号鳴門公園線が通る。全長でこそ四国三郎橋には及ばないものの、幅員・中央径間・主塔の高さに関しては、徳島県にある斜張橋の中で最大である。

## 歴史
当橋梁は、神戸淡路鳴門自動車道の全通をにらんで、既存の小鳴門橋に代わる新たな観光道路として計画された。総工費は約130億円で、徳島県が工事をすすめた。
1998年2月2日に開通し、開通式では約2,500人が渡り初めをした。
- 1989年9月 - 計画発表
- 1992年11月 - 着工
- 1998年2月 - 開通

## 用途
当橋梁は、徳島県道11号鳴門公園線のバイパス道路として建設された。しかしながら、開通当時は鳴門公園はおろか徳島県における大動脈である吉野川バイパスとも接続されておらず、道路は途切れた状態であった。その後、中山トンネルが開通し、吉野川バイパスとは結ばれたものの、現在もなお全線開通していない。したがって、「鳴門公園線」というのは名ばかりで、鳴門公園に至る観光道路としての機能をほとんど発揮できておらず、もっぱら鳴門町の住民の生活道路として、また鳴門教育大学や鳴門ウチノ海総合公園へのアクセス道路として利用されているのが現状である。

## 名称
小鳴門海峡および鳴門海峡に架かる橋梁の名称は、区別が付きにくい。詳しくは小鳴門橋#小鳴門海峡・鳴門海峡に架かる橋梁の名称を参照されたい。また当橋梁は、計画当時の仮称は第二小鳴門橋であった。なお、海峡部に架かる大規模な橋梁の名称に「第二」と冠する事例は、ボスポラス海峡や関門海峡等で見受けられる。

### 鳴門・小鳴門両海峡にある橋梁
- 大鳴門橋
- 撫養橋
- 小鳴門橋
- 小鳴門新橋

### 近隣にある斜張橋
当橋梁から直線距離で100km圏内に位置する著名な斜張橋を列挙した。
- 東神戸大橋
- 櫃石島橋
- 岩黒島橋
- 天保山大橋
- 末広大橋
- 四国三郎橋